# ایمی فریزیر
ایمی فریزیر (انگلیسی: Amy Frazier؛ زاده ۱۹ سپتامبر ۱۹۷۲) یک تنیس‌باز اهل ایالات متحده آمریکا است.